# Angadipuram-Laterit
Der Angadipuram-Laterit ist ein bedeutendes Lateritvorkommen im Stadtgebiet von Angadipuram im südindischen Bundesstaat Kerala. Er gehört seit 1979 zu den nationalen geologischen Denkmälern Indiens.

## Lage und Zugang

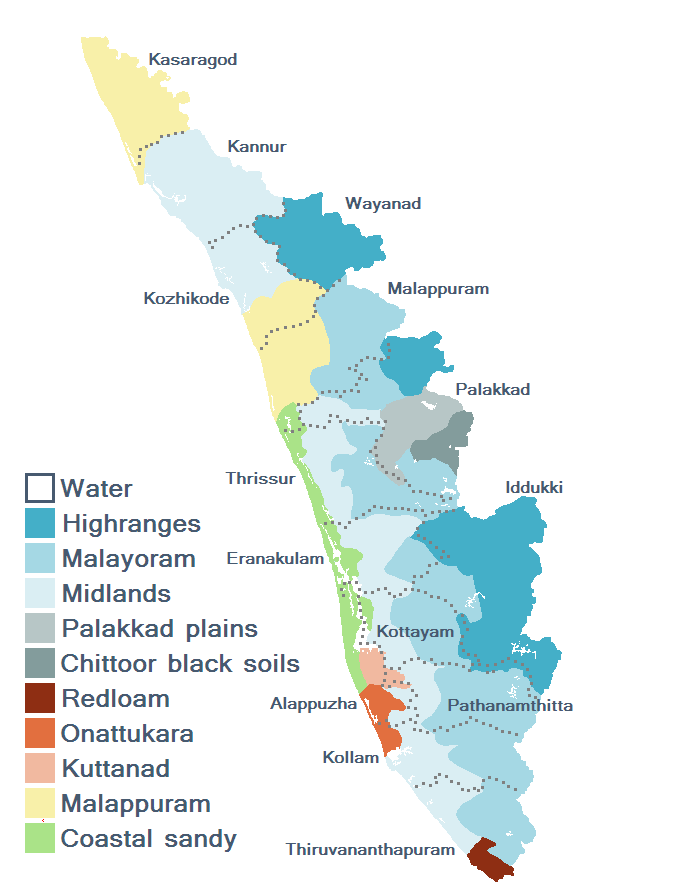
Die Ökozonen Keralas

Angadipuram liegt im Malappuram-Distrikt im Norden des indischen Bundesstaates Kerala. Der Distrikt grenzt im Westen an das Arabische Meer, im Nordwesten an den Kozhikode-Distrikt, im Norden an den Wayanad-Distrikt, im Nordosten an den Bundesstaat Tamil Nadu, im Südosten und Süden an den Palakkad-Distrikt und im Südwesten an den Thrissur-Distrikt.
Angadipuram ist nur 16 Kilometer von Malappuram entfernt und kann über die Straße nach Palghat erreicht werden. Die Hauptstraße von Palghat (Palakkad) nach Calicut (Kozhikode) führt über Perintalmanna und auch durch Angadipuram. Das Talukhauptquartier Perintalmanna ist nur 1,5 Kilometer von Angadipuram entfernt. Angadipuram besitzt ferner einen wichtigen Bahnhof auf der Bahnstrecke Shoranur – Nilambur. Der nächste Flughafen befindet sich im 50 Kilometer entfernten Calicut.
Wegen seiner Tempelanlagen – dem Thirumandhamkunnu-Tempel und dem Tali-Tempel – ist Angadipuram als Wallfahrtsstätte bekannt.

## Klimatische Gegebenheiten
Der intensive Südwestmonsun in Kerala mit einem durchschnittlichen Jahresniederschlag von 3107 Millimeter, hohen Temperaturen – mit Jahresdurchschnittstemperaturen von 25 bis 27,5 °C in den Küstentiefländern und 20 bis 22,5 °C in den östlichen Hochländern – und einer üppigen Vegetation – die Malabarküste mit ihren Feuchtwäldern gehört im Südwesten Indiens zur Ökoregion tropisch feuchter Laubwald – haben dazu beigetragen, dass die zur Bildung von Lateriten benötigten chemischen Verwitterungsprozesse beschleunigt auftreten. In Anbetracht dieser Verhältnisse wird der Lateritisierungsprozess oft auch als Tropenkrankheit des Gesteins bezeichnet.

## Vorkommen

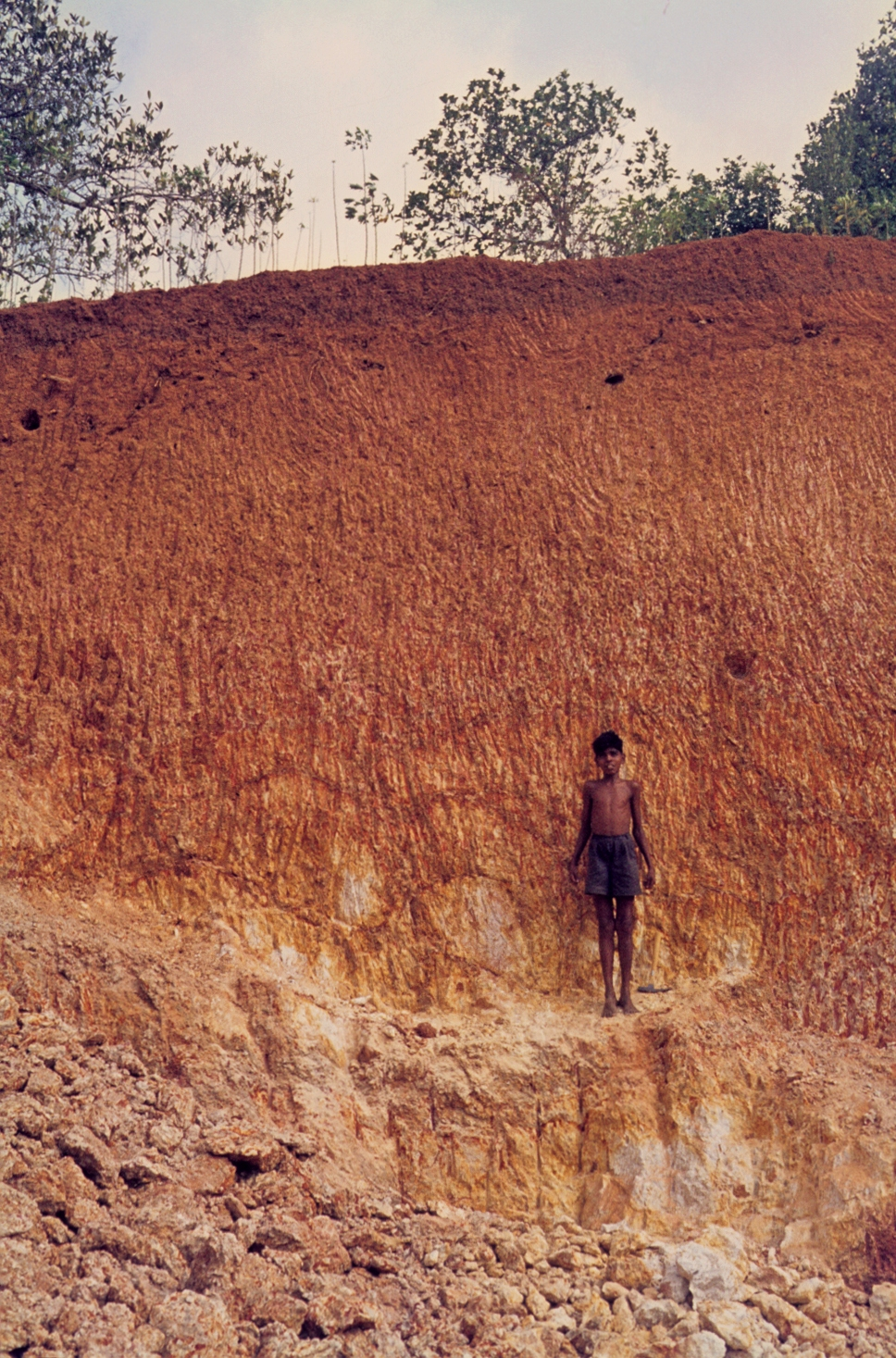
Laterit von Trivandrum in Kerala

Lateritvorkommen sind nicht nur auf Angadipuram und den Malappuram-Distrikt beschränkt, sondern finden sich auch im Mittelgebirge und im Hochland von Kerala. Sie erstrecken sich darüber hinaus auf die Distrikte Aleppey, Quilon, Thiruvananthapuram, Kottayam, Trichur und Cannanore. In Kerala, das sieben Ökozonen aufweist, stellen Laterite 50 % der gesamten Oberfläche des Bundesstaats. Die Laterite treten gewöhnlich in Höhenlagen zwischen 50 und 150 Meter auf, können aber selbst bis auf 2000 Meter Höhe angetroffen werden. Sie finden sich über den gesamten Bundesstaat Kerala verteilt, meist als Tafeln, Hügel, Abhänge und topographische Rücken. Auch in anderen indischen Bundesstaaten sind Laterite bekannt, so beispielsweise in Karnataka, Maharashtra und Gujarat. Außerhalb Indiens bestehen riesige lateritische Bauxitvorkommen in Australien, Guinea, Guyana, Surinam und in Venezuela.

## Geologie

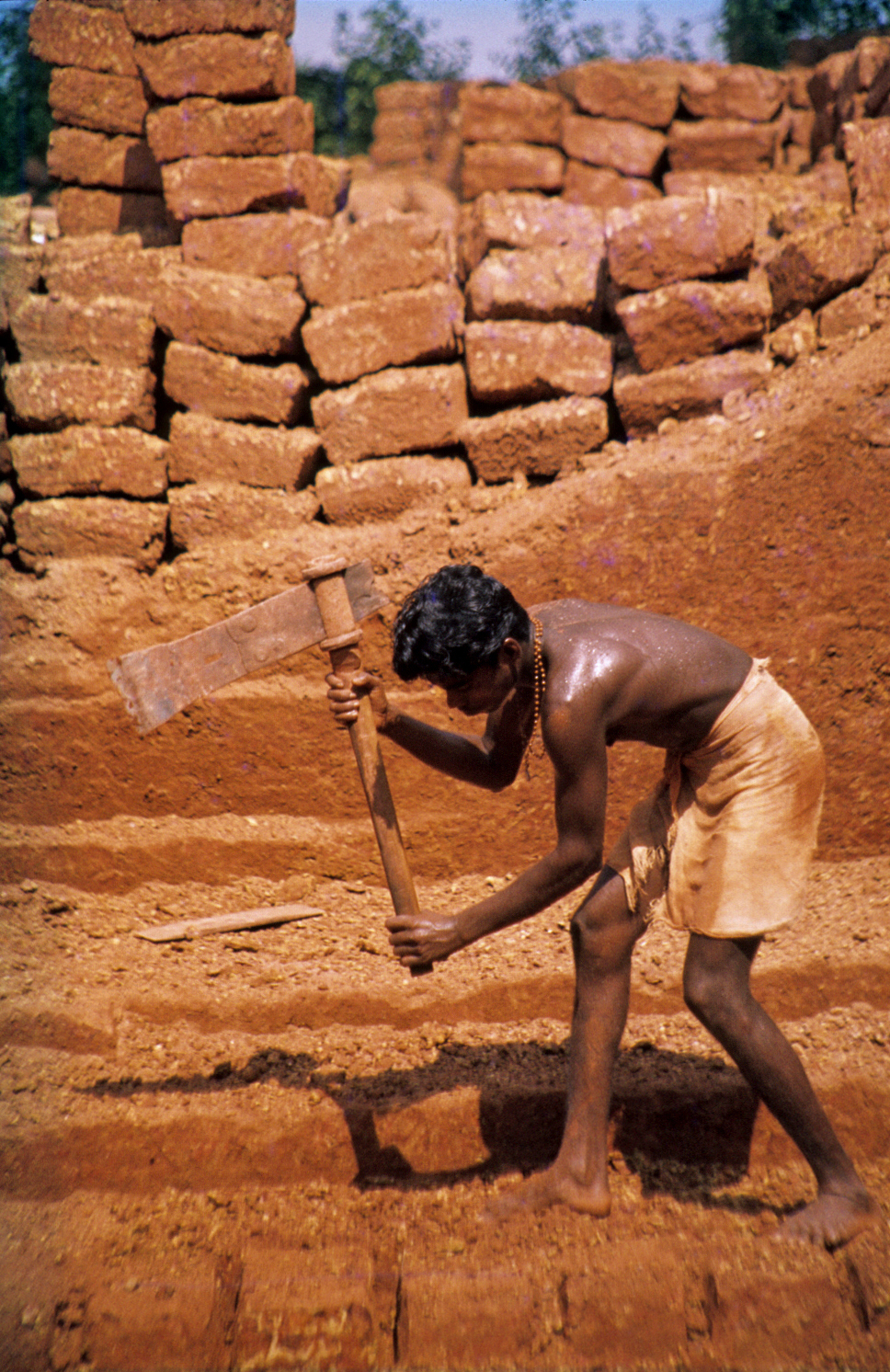
Lateritabbau in Angadipuram

In Angadipuram wurde Laterit von dem Chirurgen Francis Buchanan-Hamilton im Jahr 1807 erstmals beschrieben, und zwar als

„verhärteter Tonstein, wie geschaffen für Bauzwecke.“

 Laterit lässt sich schlecht klassifizieren, da er ein residuelles Verwitterungssediment darstellt, das löchrig und porös auftritt. Die Bezeichnung Laterit leitet sich etymologisch vom Lateinischen letritis für Ziegel ab. Diese außergewöhnliche Bildung entsteht als Verwitterungsprodukt in situ über sehr unterschiedlichen Ausgangsgesteinen. In Kerala sind dies Charnockit, Leptynit, Anorthosit und Gabbro. In Goa, Maharashtra und in einigen Teilen Karnatakas entsteht Laterit sogar auf Basalt. Im westindischen Gujarat können beeindruckende Lateritvorkommen auf Granit, Schieferton und Sandstein angetroffen werden.

### Struktur
Laterit ist ein natürliches residuelles Verwitterungsprodukt, das unter heißen und humiden klimatischen Bedingungen durch die Einwirkung von Wasser, Sauerstoff und Kohlendioxid entsteht. Vereinfacht ausgedrückt kann Laterit auch als Bodenbildung angesprochen werden, in etwa vergleichbar mit Alluvialböden, Regolith und tropischen Roterden. Darüber hinaus wird angenommen, dass tropische paläoklimatische Bedingungen über die letzten Jahrmillionen hinweg eine Hauptursache für seine Entstehung darstellen. Das Residuum setzt sich gewöhnlich aus einer Anreicherung von Eisen-, Aluminium- und Titanoxiden in unterschiedlichen Proportionen zusammen. Buchanan, der dieses poröse und löchrige Residuum erstmals im Jahr 1807 beschrieb, machte folgende Beobachtungen:

„Es liegt ohne jegliches Anzeichen von Schichtung in immensen Massen über dem Malayala aufbauenden Granit verstreut. Es besitzt Hohlräume und Poren und ist sehr eisenreich, erkennbar an der roten und gelben Ockerfärbung. Unter Luftabschluss tritt es massig auf, kann aber dennoch aufgrund seiner Weichheit von Eisenwerkzeugen durchschnitten werden. Mit Eisenpickeln lassen sich rechteckige Stücke herausschlagen, die dann mit einer Kelle oder riesigen Messern in die gewünschte Form gebracht werden. Kurze Zeit später setzt bereits ein Verhärtungsprozess ein, der die herausgearbeiteten Stücke ziegelhart werden lässt. Diese Lateritziegel widerstehen Luft und Wasser wesentlich besser als sämtliche anderen Ziegel, die ich in Indien gesehen habe.“

In mittleren Höhenlagen Keralas mit vorherrschenden lateritischen Böden entstanden 5 bis 8 Meter mächtige Residuallaterite aus kristallinen oder sedimentären Ausgangsgesteinen. Diese können auch als Lateritplateaus auftreten, die hier verschiedenen Hebungsphasen zugeschrieben werden. In den Distrikten von Malappuram, Kozhikode und Kannur sind die Laterite aber wesentlich mächtiger ausgebildet als auf den Plateaus. Ihre oberste Lage ist über kristallinen Ausgangsgesteinen sehr kompakt. Vom Geological Survey of India werden für Kerala noch zusätzlich folgende Beobachtungen aufgeführt:

„Quarzadern, Klüfte und Brüche lassen sich vom Ausgangsgestein quer durch das Lateritprofil hindurch verfolgen. Lateritprofile über Pyroxengranuliten, metamorphisierten Ultramafititen und auch Gneisen besitzen eine charakteristische reliktuelle Foliation, die mit der Foliation im Ausgangsgestein identisch ist und somit den in-situ-Charakter der Laterite auf eindeutige Weise bestätigt. Auf metamorphosierten Ultramafiten bildet sich in den Lateriten oft eine poröse, schwammige Textur heraus. Laterite auf Sedimenten des Tertiärs sind auf den obersten 2 bis 5 Metern kompakt und verfestigt, werden im tieferen Bereich jedoch zusehends weich und unverfestigt mit sandigen Einschaltungen und einer kulminierenden bunten Tonschicht.“

### Zusammensetzung

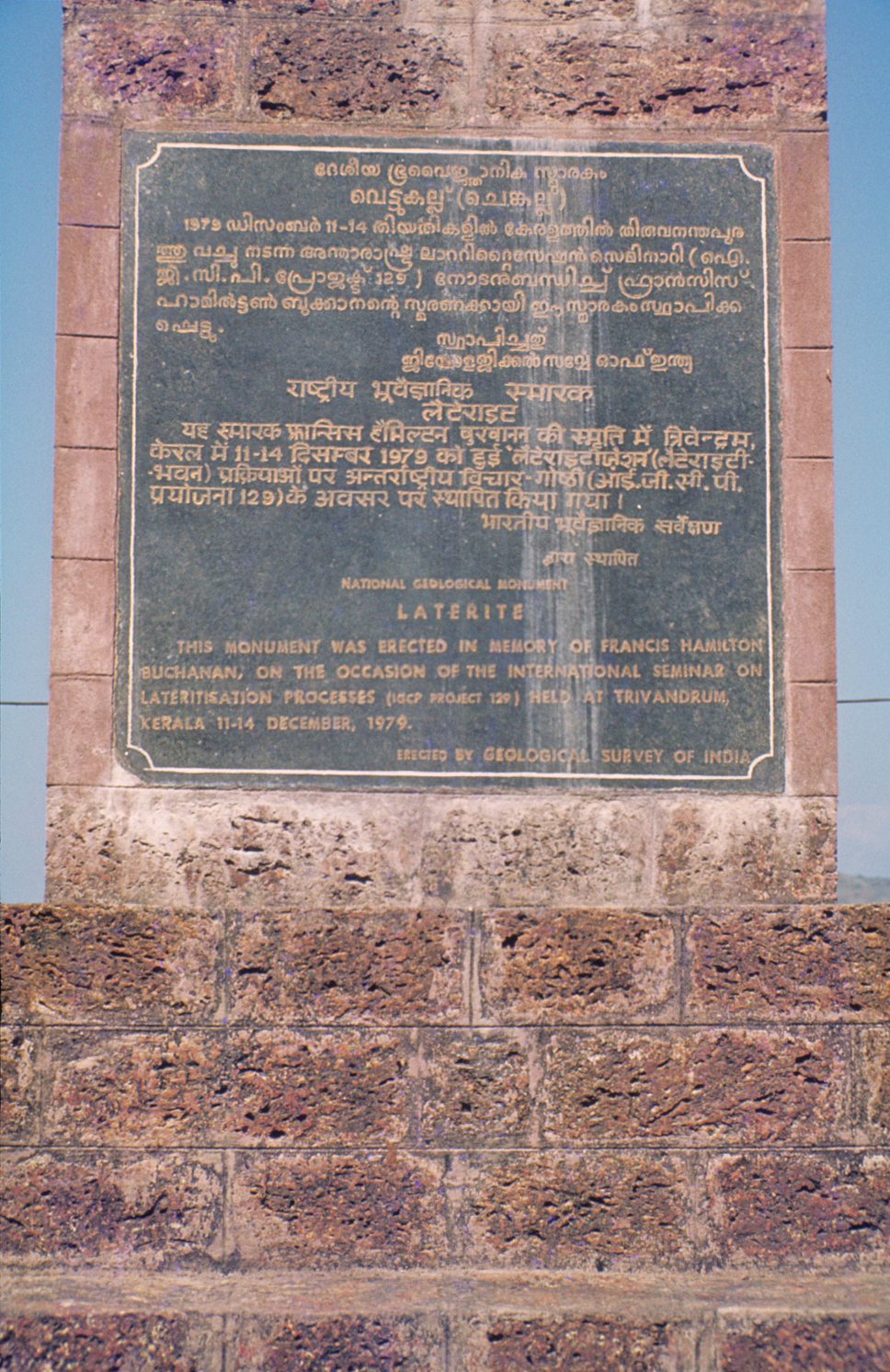
Aus Lateritziegeln erbaute Gedenkstätte in Angadipuram

Chemische Analysen geben zu erkennen, dass sich der Angadipuram-Laterit, der sich auf einer Durchschnittshöhe von 60 Metern befindet, von Charnockiten ableitet. Es können sich ferner aber auch noch Pyroxengranulite und Migmatite hinzugesellen. Die Laterit-Analysen ergaben folgendes Ergebnis:
SiO2 – 32%, Al2O3 – 29,38 %, Fe2O3 – 17,38 %, TiO2 – 2,05 %, Na2O – 0,95 %, K2O – 0,27 %, CaO – 0,3 % und MgO – 0,2 %.
Auffallend der Verlust an Silizium und die starke Anreicherung von Aluminium, Eisen und Titan. Alkalien und Erdalkalien sind recht niedrig. Die Laterite im Bundesstaat Kerala zeigen aber durchaus räumliche Variationen in ihrer chemischen Zusammensetzung.

## Wirtschaftliche Bedeutung
Die wirtschaftliche Bedeutung von Lateriten beruht auf ihrer Anreicherung von Metallen insbesondere Nickel und Aluminium. Bauxit ist eine aluminiumreiche Varietät des Laterits, die auf dem Weltmarkt sehr gefragt ist. Als bedeutender Nickellieferant stellen Laterite bis zu 40 % der Weltnickelförderung. Bauxite sind mit Lateriten vergesellschaftet und können in bis zu 50 Meter mächtigen Ansammlungen über den Lateriten auftreten.
Der Laterit von Angadipuram ist von großer Bedeutung für die örtliche Pfefferproduktion in Kerala. Pfeffer wird auf den roten Lateriten angebaut, da diese gut drainierte Böden mit hoher Wasserkapazität stellen. Überdies sind sie reich an Humus und essentiellen Pflanzennährstoffen.